# 伊格爾米爾斯鎮區 (北卡羅萊納州艾爾代爾縣)
伊格爾米爾斯鎮區（英語：Eagle Mills Township）是位於美國北卡羅萊納州艾爾代爾縣的一個鎮區。

## 地方資料
伊格爾米爾斯鎮區的面積為99.19平方千米，皆為陸地。根據2020年美國人口普查的數據，當地共有人口1849人，而人口密度為每平方千米18.64人。